# Joe Jacobi
Joe Jacobi (Washington, D.C., 26 de setembro de 1969) é um canoísta de slalom norte-americano na modalidade de canoagem.
Foi vencedor da medalha de Ouro em slalom C-2 em Barcelona 1992, junto com o seu companheiro de equipe Scott Strausbaugh.